# Enrique Luque Ruiz
Enrique Luque Ruiz (Córdoba, 3 de mayo de 1899-Córdoba, 29 de enero de 1987) fue un médico y cirujano español.

## Biografía
Nacido en Córdoba el 3 de mayo de 1899, estudió Medicina en las Universidades de Sevilla y Madrid, donde se doctoró en 1927 con una tesis titulada Quimismo gástrico fraccionado.  Falleció en Córdoba el  29 de enero de 1987. Fue sobrino de doctor Emilio Luque.

## Formación
En su larga formación, fue discípulo de la escuela médica cordobesa: doctores Emilio Luque Morata, Eduardo Altolaguirre y Manuel Villegas. En Madrid se formó en el Hospital San Carlos, de la mano de los doctores Laureano Olivares y Ramón Jiménez. Pero la prueba de fuego vendría en la guerra de Marruecos. Alistado en 1921, recién titulado, trabajó en campaña a las órdenes del cirujano jefe, doctor Fidel Pagés. Hace una estancia en la Universidad de Heidelberg en 1935.

## Trayectoria
Tras la guerra de Marruecos, regresa a Córdoba. En el año 1923 ingresa por oposición en el Hospital de Agudos como cirujano jefe, puesto que conservó durante 46 años y en el que realizó más de 40.000 intervenciones quirúrgicas. Ingresa en la Academia de Ciencias Médicas de Córdoba en 1934 y en la de Sevilla en 1935. En la Guerra Civil, estuvo al frente del Hospital Provincial de Córdoba, junto a los doctores García-Pantaleón y Bergillos. Durante años fue decano de la Beneficencia Municipal y director del Sanatorio de la Purísima, fundado por su tío, Emilio Luque Morata. Numerario de la Real Academia de Córdoba desde 1973, publicó numerosos trabajos científicos e históricos.

## Publicaciones
Publicó más de treinta trabajos científicos en revistas como Revista Clínica Española, Revista Española de Cirugía, Ideal Médico e Híspalis Médica. Entre otros:
- “Heridas abdominales de fuego”.
- “Neumotórax hipertensivo”.
- “Tratamiento de las heridas bipolares del cerebro”.
- “Figuras históricas de la cirugía torácica”.

## Reconocimientos
Entre otros reconocimientos, recibió la gran cruz de la Orden Civil de Sanidad, la Medalla de Plata de la Ciudad de Córdoba y la Medalla de Oro de Diputación Provincial de Córdoba.